# Mount Ashworth
Mount Ashworth är ett berg i Antarktis. Det ligger i Östantarktis. Nya Zeeland gör anspråk på området. Toppen på Mount Ashworth är 2 073 meter över havet.
Terrängen runt Mount Ashworth är kuperad norrut, men söderut är den bergig. Trakten är obefolkad. Det finns inga samhällen i närheten. 